# Forcelles-Saint-Gorgon
 Forcelles-Saint-Gorgon  là một xã của tỉnh Meurthe-et-Moselle, thuộc vùng Grand Est, đông bắc nước Pháp. Xã này nằm ở khu vực có độ cao trung bình 323 mét trên mực nước biển.